# Joseph Nemec III
Joseph Charles Nemec III (* 7. November 1948 in Little Rock, Arkansas, Vereinigte Staaten) ist ein US-amerikanischer Filmarchitekt.

## Leben
Der Nachkomme böhmischer Einwanderer hatte Architektur an der Universität von Arkansas studiert und arbeitete anschließend, in den 1970er Jahren, als Ausstatter beim Fernsehen. 1980 war er unter der Leitung von John W. Corso erstmals an der Ausstattung eines Kinofilms, dem Musical Xanadu, beteiligt. Es folgten Szenenbildnerassistenzen für mehrere Kinofilme, darunter auch die Steven-Spielberg-Produktionen Die Goonies und Die Farbe Lila.
Seit Mitte der 1980er Jahre arbeitete Nemec regelmäßig als Chefarchitekt für Hollywood-Kinoproduktionen. 1988/89 war er für die Dekorationen zu der Fernsehserie Christine Cromwell verantwortlich. Beim Kinofilm zeichnete sich der Action- und Spezialeffektefilm als Nemecs zentrales Wirkungsfeld heraus, „mehr Phantasie konnte er bisher nur bei dem Wildwester „Wild Bill“ und bei der comicstripartigen Abenteuergeschichte im 30er-Jahre-Ambiente Shadow und der Fluch des Khan walten lassen.“ 1989 erhielt er eine kleine Gastrolle in James Camerons Abyss – Abgrund des Todes. Zu Beginn des 21. Jahrhunderts entwarf Nemec außerdem die Kulissen zu Horror-, Historien- und Science-Fiction-Filmen, kehrte aber auch sporadisch zu Fernsehproduktionen zurück.
Sein Sohn ist der Schauspieler Corin Nemec.

## Filmografie
- 1986: Ausgelöscht (Extreme Prejudice)
- 1987: Fatal Beauty
- 1988: Spacecop L.A. 1991 (Alien Nation)
- 1989: Abyss – Abgrund des Todes (The Abyss, auch Auftritt)
- 1990: Und wieder 48 Stunden (Another 48 Hrs.)
- 1990: Terminator 2 – Tag der Abrechnung (The Terminator II: Judgment Day)
- 1992: Die Stunde der Patrioten (Patriot Games)
- 1992: Judgment Night – Zum Töten verurteilt (Judgment Night)
- 1993: The Getaway (The Getaway)
- 1994: Shadow und der Fluch des Khan (The Shadow)
- 1995: Wild Bill (Wild Bill)
- 1996: The Saint – Der Mann ohne Namen (The Saint)
- 1997: Speed 2 (Speed 2: Cruise Control)
- 1999: Der kleine Vampir
- 2002: Das Medaillon (The Medallion)
- 2004: The Brooke Ellison Story (Fernsehfilm)
- 2006: The Hills Have Eyes – Hügel der blutigen Augen (The Hills Have Eyes)
- 2008: Mirrors
- 2009: A Perfect Getaway
- 2011: Ironclad – Bis zum letzten Krieger (Ironclad)
- 2012: Safe – Todsicher (Safe)
- 2013: Riddick: Überleben ist seine Rache (Riddick)